# Devil's Trap
"Devil's Trap" (no Brasil, "Armadilha do Diabo") é o vigésimo segundo episódio da primeira temporada da série de televisão de fantasia e terror Supernatural. É o final da primeira temporada, e foi transmitido pela primeira vez na The WB em 4 de maio de 2006. A narrativa segue os protagonistas da série Sam (Jared Padalecki) e Dean Winchester (Jensen Ackles) enquanto procuram por seu pai desaparecido (Jeffrey Dean Morgan), que foi sequestrado por demônios.
Escrito pelo criador da série Eric Kripke e dirigido por Kim Manners, o episódio apresentou o última aparição de Nicki Aycox como a vilã recorrente Meg Masters, e também introduziu Jim Beaver como caçador e aliado dos Winchesters, Bobby Singer. A agenda lotada de Morgan afetou o enredo do episódio, e a cena final envolveu uma das mais difíceis sequências de efeitos especiais da série.
Dando críticas geralmente positivas, os críticos elogiaram os desempenhos dos atores e o twist do final, embora alguns tivessem uns problemas menores com a trama.

## Enredo
Tentando localizar seu pai, Dean liga para o telefone de John Winchester. A demoníacamente-possuída Meg Masters (Aycox) atende em vez dele, e provoca ele dizendo que seu pai foi capturado. Para determinar um plano de ação, Dean e seu irmão Sam (Padalecki) vão para o amigo da família e colega caçador Bobby Singer (Beaver) para obter ajuda. No entanto, Meg os encontra e ataca, mas é rapidamente capturada embaixo de um símbolo místico conhecido como "armadilha do diabo" que os Winchesters e Bobby pintaram no teto; torna os demônios imóveis e impotentes. Bobby informa aos Winchesters que Meg é realmente uma menina inocente sendo possuída por um demônio, então eles começam a realizar um exorcismo. Dean promete parar se ela revelar a localização de seu pai, e ela cede, alegando que ele está sendo mantido em Jefferson City, em Missouri. Apesar do aviso de Bobby de que Meg morrerá de lesões anteriormente sofridas se o demônio for exorcizado, Dean insiste que eles vão com ela, como seria melhor do que permitir que o demônio continue a usá-la como anfitriã. Depois que o demônio é enviado para o Inferno, uma Meg morrendo os agradece por libertá-la. Com sua força restante, ela os adverte que os demônios estão armando uma armadilha para eles, e diz: "À beira do rio", antes de morrer.
Isso leva os irmãos para Jefferson City. Os meninos conseguem dominar os demônios guardando John, e o salva. No entanto, eles são atacados pelo irmão demoníaco de Meg, Tom, e Dean é forçado a matá-lo com uma das três balas restantes do Colt—uma arma mística capaz de matar qualquer coisa. Quando os Winchesters mais tarde encontram refúgio em uma cabana isolada, Azazel se revela possuir John. Dean, enquanto sendo torturado pelo demônio, implora para que seu pai se liberte e o salve. John é capaz de ganhar temporariamente controle, e então implora a Sam para usar o Colt para matar Azazel. Incapaz de se entregar para matar seu pai, Sam em vez disso atira na perna, fazendo com que Azazel fuja do corpo para segurança. Os Winchesters correm em direção ao hospital, mas seu carro é empurrado por um caminhão semirreboque sendo dirigido por um caminhoneiro demoniacamente possuído.

## Produção

### Atores convidados

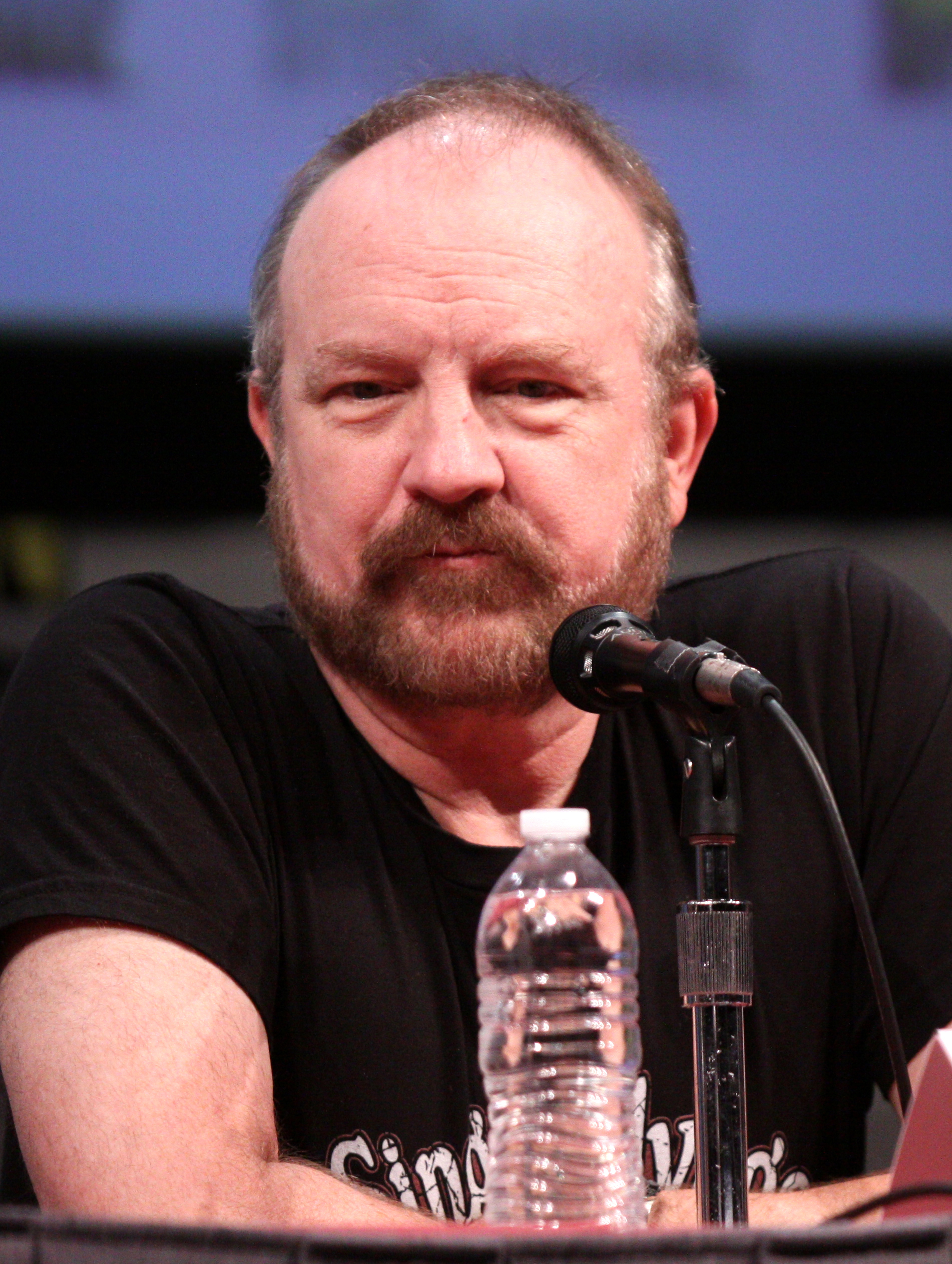
Jim Beaver fez sua primeira aparição na série como Bobby Singer

O ator Jeffrey Dean Morgan interpretou papéis duplos no episódio. Retornou como o patriarca dos Winchester, John, e foi igualmente o primeiro a jogar a manifestação física na tela do demônio Azazel—o personagem tinha sido mostrado somente na silhueta. Morgan teve liberdade sobre as características deste último, sendo apenas dirigido a "ser diferente de John". Ele mudou sua voz e modelou o padrão de fala de Azazel conforme as cenas de Jack Nicholson em The Shining em que ele "fica todo estranho". Esta "qualidade de Nicholson" continua em representações posteriores do demônio.
Caçador e aliado dos Winchesters, Bobby Singer faz sua estreia, e é interpretado por Jim Beaver. Beaver tinha trabalhado com o produtor executivo Robert Singer na série de televisão Reasonable Doubts, e Singer deu-lhe o papel sem ver a sua fita de audição. O episódio também apresenta a última aparição do demônio-possuído Meg Masters sendo interpretada por Nicki Aycox. O diretor Kim Manners lamentou vê-la partir, pois sentia que Meg tinha o potencial de se tornar um "grande inimigo" para os Winchesters.

### Roteiro
A equipe de produção debateu durante todo o processo de escrita para decidir qual Winchester seria sequestrado e possuído, e foram forçados a rever o script várias vezes para refletir a última escolha. Por causa do papel recorrente de Jeffrey Dean Morgan em Grey's Anatomy, no entanto, os escritores perceberam que ele não estaria disponível o tempo suficiente para ser um foco principal do episódio. Eles decidiram, portanto, tarde na produção para John ser o que é capturado.  Com isso finalizado, Kripke achou bastante fácil escrever o episódio; ele já sabia que os elementos-chave do episódio seria o exorcismo do demônio que possuía Meg, a morte da verdadeira Meg e o aparente resgate de John Winchester. Kripke achava que tinha que ser John, que estava possuído por Azazel, ao unir e completar as duas linhas principais da temporada—encontrar seu pai e rastrear o demônio—e ele fez isso encontrando ambos os personagens em um só corpo. Ele achou um "acidente feliz" poder apresentar aos irmãos a oportunidade de finalmente matar o demônio, mas à custa da vida de seu pai.
Os escritores acreditavam que a separação de John de seus filhos ao longo da temporada "dividiu a série", o tendo longe "fazendo coisas mais interessantes do que os garotos estão fazendo", com Kripke igualmente sentindo que John estava mantendo Sam e Dean longe da "linha de frente". Sua morte permitiria que os irmãos "explorassem, investigassem e enfrentassem diretamente o demônio de olhos amarelos". Os escritores originalmente pretendiam que John morresse no final do episódio, com Sam e Dean sobrevivendo ao acidente, mas John morrendo em seus braços. Sua morte, entretanto, foi empurrada para o início da segunda temporada porque os escritores julgaram ser muito sombrio matar John após tudo que os irmãos tinham passado em "Devil's Trap".

### Filmagens
As principais filmagens ocorreram em Vancouver, na Colúmbia Britânica, com a cena do acidente sendo filmada em um antigo espaço do aeroporto com estradas planas. No entanto, outras sequências chaves ocorreram no estúdio. Como a cena de luta entre os Winchesters e Azazel no clímax deveria ter lugar em uma cabana isolada, cercada por florestas, a produção construiu o cenário em um set de filmagem. O designer de produção Jerry Wanek sentiu que o set era extremamente importante, já que os espectadores ficariam desinteressados se a floresta fosse falsa. Com Morgan ficando temporariamente cego pelas lentes de contato amarelas necessárias para retratar a possessão demoníaca de seu personagem, a equipe de produção colocou sacos de areia no chão para ajudar o ator a localizar suas marcas.
De acordo com Aycox, o exorcismo do demônio de Meg Masters levou dois dias para filmar; o primeiro dia de filmagem durou 13 horas, enquanto o segundo durou "cerca de meio dia". O diretor Kim Manners usou tiros de 360 graus e close-ups para fazer a sequência emocionante. Na cena que se seguiu ao exorcismo, em que Bobby se inclinou sobre Meg que estava morrendo, Aycox e Ackles leram suas linhas fora da tela para que a reação de Beaver pudesse ser filmada. No entanto, pela "Bofetada divertida", os dois quase que não conseguiam parar de rir; para a surpresa de todos, Beaver foi capaz de manter uma cara séria. O set—a casa de Bobby Singer—estava com cinquenta e seis mil livros.

### Efeitos
O caminhão de semirreboque batendo no Impala no final do episódio foi considerado pelo supervisor de efeitos especiais Randy Shymkiw ser, a partir da produção da terceira temporada, "provavelmente a mais difícil" 'mordaça' que ele fez". Muitos aspectos entraram em criar a cena do acidente, com as filmagens ocorrendo no estúdio e no exterior.
Para as cenas interiores usadas para representar os primeiros momentos do Impala sendo atingido, os atores foram obrigados a sentar no carro em frente a uma tela azul; isso permitiu que os faróis do caminhão serem adicionados posteriormente com efeitos visuais. O carro em si foi anexado a um equipamento separado que foi construído para replicar o impacto do acidente. Quando a cena foi filmada, o equipamento virou o carro para o lado. A janela do lado do passageiro foi então quebrada, embora os atores estivessem protegidos por uma folha de Lexan que tinha sido colocada muito perto da janela; ao mesmo tempo, canhões sob a moldura explodiram pedaços de vidro de borracha para dar a aparência de que a janela tinha explodido sobre eles.
Para a filmagem do acidente real, o carro e o caminhão foram cabeados juntos por um guincho e conduzidos um para o outro. A intenção era para um canhão lançar o Impala no ar no ponto de colisão, fazendo com que o carro girasse enquanto caminhão dirige longe. No entanto, o carro ficou preso no para-choque do caminhão, forçando o canhão a falhar e o caminhão ficar fora de controle. O caminhão começou a bater, mas o dublê que dirigia o salvou de virar. O erro acabou sendo benéfico para a cena, visto que Kripke e o diretor Manners acharam que ela ficou "muito real".

## Recepção

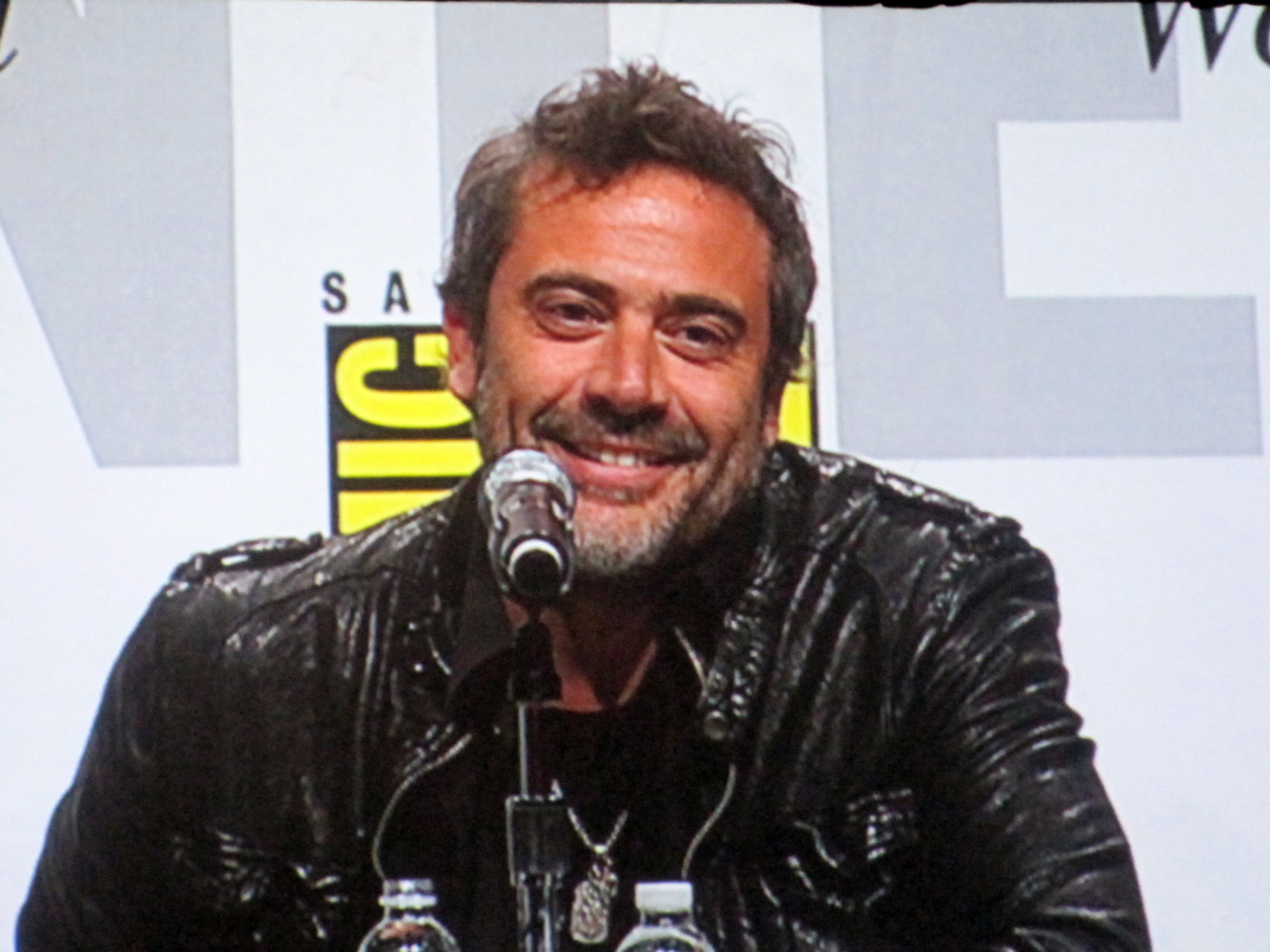
A performance de Jeffrey Dean Morgan como John Winchester e Azazel recebeu elogios

Em sua primeira transmissão, o episódio foi visto por 3,99 milhões de telespectadores. Recebeu críticas geralmente positivas dos críticos. Karla Peterson de The San Diego Union-Tribune deu o episódio um "A", considerando ele "tudo o que a temporada precisava ser". Ela notou que o episódio revela por que Azazel matou Jessica e Mary Winchester, e apreciou a "maneira criativa" que Meg Masters foi morta, achando o exorcismo "incrível". Peterson também elogiou o cliffhangerdo final, acreditando que ele é "capaz de puxar seus olhos para a direita fora de sua cabeça". As atuações também foram elogiadas, com Jensen Ackles sendo capaz de "torcer cada grama de sangue, suor e tormento fora da psique fotografada de Dean", Jared Padalecki fazendo Sam "real e conflituoso", e Jeffrey Dean Morgan dando "o seu melhor e mais credível desempenho da temporada ". Maureen Ryan, do Chicago Tribune, se referiu coletivamente a "Devil's Trap" e seus dois episódios precedentes como uma "trilogia realmente forte" de "episódios imperdíveis". Ela achou o John possuído o "melhor trabalho de Morgan na série até à data", acreditando que ele "estava realmente em chamas nessa cena" e "trouxe toda uma nova intensidade ao seu desempenho". Ela também achou que a introdução de Bobby Singer e o exorcismo de Meg Masters foram "bem feitos".
Diana Steenbergen, do IGN, também elogiou "Devil's Trap", considerando que foi o episódio que "moveu Supernatural da lista de programas de televisão que [ela] gosta para a lista de "deve-ver". Como Peterson, ela elogiou o twist do final, e foi "completamente pega de surpresa". Steenbergen também considerou que Jim Beaver como caçador Bobby Singer foi "uma excelente adição ao elenco", e aplaudiu Ackles, Padalecki e Morgan por suas performances no confronto climático episódio entre Azazel e os irmãos. Ela disse que o possuído Morgan era "ameaçador" e apreciava seu senso de humor sádico; Padalecki ter feito um "bom trabalho incorporando a nova força" que Sam desenvolve desafiando a ordem de seu pai para matá-lo, a fim de parar o demônio; e Ackles 'indefeso de ser "afetar". No entanto, ela acreditava que a referência de Azazel a ter uma família "não fazia muito sentido", e notou que parecia implausível que Sam e Dean—tendo sido criados como caçadores—não soubessem que Meg era uma garota possuída por um demônio. Brian Tallerico do UGO também teve problemas com o enredo, embora principalmente com o resultado do episódio. Ele sentiu que os roteiristas deveriam ter seguido o padrão de Buffy the Vampire Slayer de matar o inimigo da temporada, como "os fãs não gostam de vilões serem esticados por muito tempo". Ele também teria gostado de John Winchester ter morrido, a fim de "livrar os irmãos para uma segunda vingança da segunda temporada e um pouco menos angústia familiar".